# XO-4 b
XO-4 b — экзопланета на расстоянии 956 световых лет от Земли, в созвездии Рыси. Планета была найдена транзитным методом в мае 2008 года. Имеет массу 1,72 MJ и радиус 1,34 RJ. Планета относится к классу горячие юпитеры.
Время оборота вокруг звезды составляет 4,125 дней (99 часов) на расстоянии 8,3 млн километров. Орбита имеет форму близкую к круговой (эксцентриситет — 0,0024).